# Хайвер
Хайверът е популярно название на яйцата на даден вид риба.
При повечето видове яйцата имат форма на сфера, други – елипсовидни, даже и конусовидни. Хайверните зърна имат ципеста обвивка. При много видове обвивката е снабдена с много и различни израстъци. Размерите на хайверните зърна се движат в широк диапазон – от 0,6 до 1,3 мм. Хайверът се приготвя и за ядене от по-изисканите кухни.